# Ramón Cerdà Sanjuán
Ramón Cerdà Sanjuán (Ontinyent, Vall d'Albaida, 5 de novembre, 1964) és un advocat, gestor d'empreses i escriptor valencià. És conegut per tenir 8.000 empreses i per haver-ne creat i venut més de 10.000, des de 1990, a compradors que busquen no deixar rastre en el Registre Mercantil, de manera que poden ser utilitzades per a realitzar transaccions opaques o bé deixar-hi els seus béns i patrimoni.
La seva empresa «Sociedades Urgentes» es dedica a la venda ràpida de societats limitades i anònimes. El 2013 era una de les persones amb més càrrecs en empreses a Espanya i el registre mercantil va recollir 220 nomenaments seus. És administrador de «Posibilitumm Business, SL» amb més de 8.088 empreses vinculades i que va comprar Viatges Marsans a Gerardo Díaz Ferrán. Ramón Cerdà apareix en el sumari del cas Gürtel i va participar en la compra de Nueva Rumasa, propietat de José María Ruiz-Mateos. El 2014 va vendre l'empresa Veremonte, de l'empresari Enrique Bañuelos a BCN IR 3 ,SA. Posteriorment va ser condemnat a catorze anys de presó per frau fiscal.